# 榛叶黄花稔
榛叶黄花稔（学名：Sida subcordata）为锦葵科黄花稔属下的一个种。

## 扩展阅读
- 維基物種上的相關：榛叶黄花稔